# Évenos
 Évenos  es una población y comuna francesa, que se encuentra en la región de Provenza-Alpes-Costa Azul, departamento de Var, en el distrito de Toulon y cantón de Ollioules.

## Demografía
| 599 | 647 | 700 | 1054 | 1564 | 1905 |
| Para los censos de 1962 a 1999 la población legal corresponde a la población sin duplicidades (Fuente: INSEE [Consultar]) |     |     |      |      |      |